# Ostrowskia
Ostrowskia is een geslacht uit de klokjesfamilie (Campanulaceae). Het geslacht telt één soort, die voorkomt in Centraal-Azië, in de landen Afghanistan, Kirgizië en Tadzjikistan.

## Soorten
- Ostrowskia magnifica Regel

... · 
Adenophora · 
Brighamia · 
Cyanea · 
Campanula (Klokje) · 
Campanulastrum · 
Delissea · 
Jasione · 
Legousia (Spiegelklokje) ·  
Lobelia (Lobelia) · 
Ostrowskia · 
Phyteuma (Rapunzel) · 
Trachelium · 
Wahlenbergia · 
...